# Peter Petrowitsch

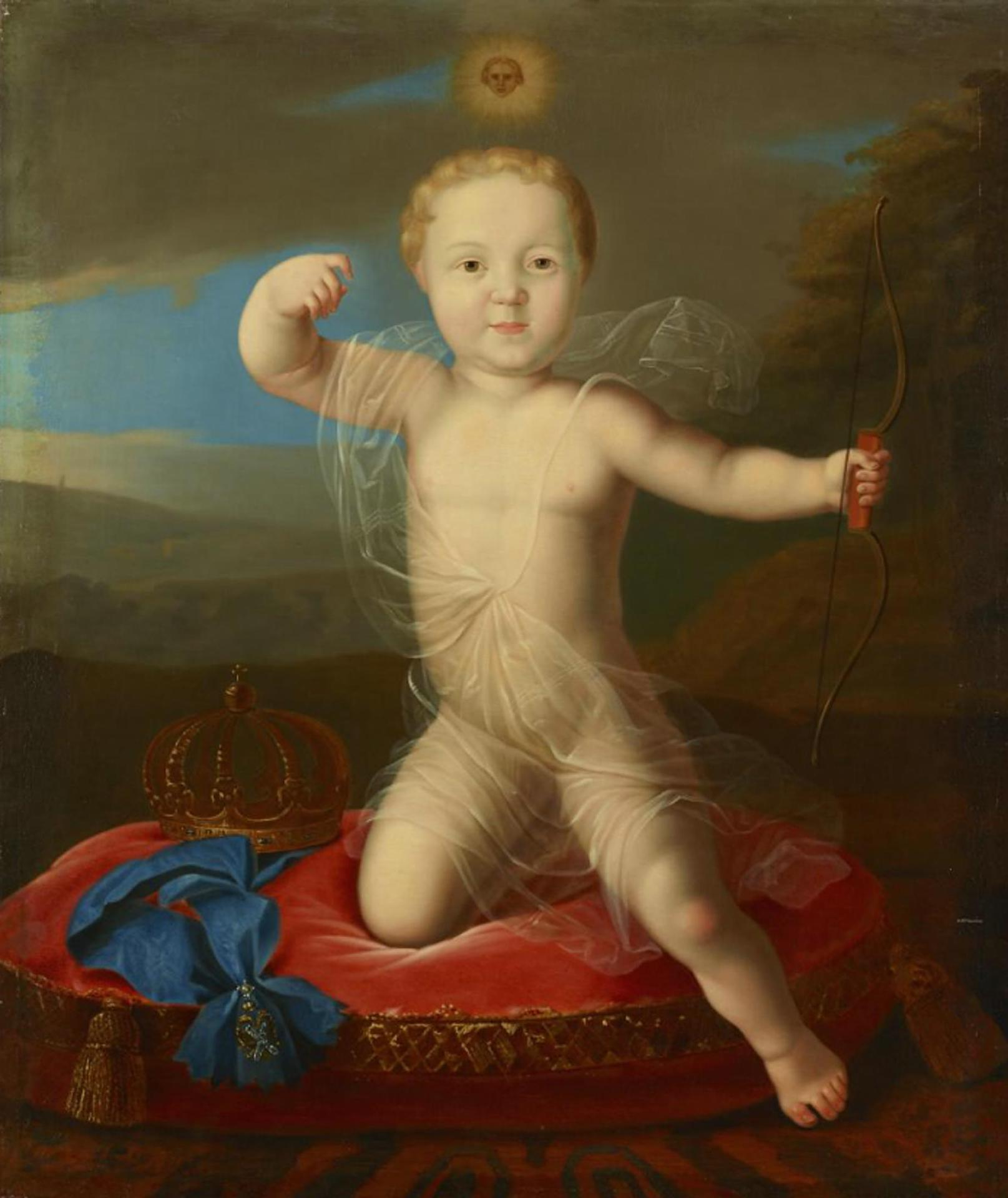
Großfürst Peter Petrowitsch

Peter Petrowitsch Romanow (russisch Пётр Петрович) (* 29. Oktober 1715 in Sankt Petersburg; † 25. Apriljul. / 6. Mai 1719greg ebenda) war der Sohn Zar Peter I. und Katharina Alexejewna und von 1718 bis zu seinem Tode 1719 Kronprinz von Russland. 

## Leben
Zar Peter I. war seit 1712 in zweiter Ehe mit einer einfachen Litauerin, die an seinem Hof den Namen Katharina Alexejewna angenommen hatte, verheiratet. Aus der Ehe gingen zwölf Kinder hervor, von denen nur zwei das Erwachsenenalter erreichten. 1712 wurden sie durch die Heirat ihrer Eltern legitimiert und zu Großfürsten erhoben. Im Februar 1718 ernannte man Großfürst Peter Petrowitsch anstelle seines Halbbruders, des Kronprinzen Alexei, zum Zarewitsch. Der von Katharina und Peter besonders geliebte gemeinsame Sohn starb jedoch bereits 1719 im Alter von nur drei Jahren. Seine Gebeine wurden zunächst in der St.-Lazarus-Kirche bestattet und 1723 in die Mariä-Verkündigungs-Kirche des Alexander-Newski-Klosters überführt. Nach Peters Tod bestieg seine Witwe 1725 als Katharina I. den russischen Thron und versprach ihren Stiefenkel Peter Alexejewitsch zu ihrem Nachfolger zu ernennen.

## Auszeichnungen
- Orden des Heiligen Andreas des Erstberufenen